# Sônia Guajajara
Sônia Bone de Sousa Silva Santos, bekend als Sônia Guajajara (geboren in Arariboia inheems gebied, Maranhão, 6 maart 1974), is een Braziliaanse inheemse leider en politica die is aangesloten bij de Partij voor Socialisme en Vrijheid (PSOL). In 2022 werd ze door Time-magazine beschouwd als een van de 100 meest invloedrijke mensen ter wereld.
Tot 2022 was de inheemse leider uitvoerend coördinator van het Platform van de Inheemse volkeren in Brazilië (Articulação dos Povos Indígenas do Brasil, APIB) en lid van de Raad van het Interreligieuze Initiatief voor de Tropische Wouden van Brazilië, een campagne van het VN-Milieuprogramma (UNEP).
In 2022 trad Sônia Guajajara toe tot het overgangsteam van de derde regering-Lula, en werd zij aangekondigd als de eerste minister van Inheemse Volkeren.

## Biografie
Sônia Guajajara is een telg van het Guajajara/Tentehar volk dat leeft in de wouden van het inheemse Arariboia-gebied in Maranhão. Haar ouders waren analfabeet, maar reeds op 10-jarige leeftijd verliet zij haar geboortestreek om te gaan studeren in de stad Imperatriz, waar ze werkte als au pair.
Zij verliet Arariboia op 15-jarige leeftijd, tegen de wens van zijn ouders in, om in Minas Gerais de middelbare school te gaan volgen, met steun van de Nationale Stichting voor de Indianen (Funai). Na afloop keerde zij terug naar Maranhão, en studeerde verder Talen en Verpleegkunde aan de Staatsuniversiteit van Maranhão (Universidade Estadual do Maranhão, UEMA). Naast deze twee diploma's deed Guajajara postdoctorale studies in bijzonder onderwijs.

## Politieke loopbaan
Haar politiek activisme begon in verschillende organisaties van inheemse volkeren, eerst in Maranhão (COAPIMA) en het Amazonegebied (COIAB), later nationaal bij APIB.
In 2017 stond de Amerikaanse r&b- en soul-zangeres Alicia Keys haar plaats op het hoofdpodium van het Rock in Rio festival af aan Sônia Guajajara om het publiek toe te spreken over de landroof in het Amazonegebied, waarop het publiek haar toegejuicht, en "Fora Temer!" (“weg met [president] Temer skandeerde. De toespraak vond plaats tijdens de uitvoering van het nummer "Kill Your Mama", waarin juist de verwoesting van het milieu aan de orde komt.
In 2017 en opnieuw in 2018 werd Sônia Guajajara voorgedragen in de primaries voor het presidentschap van de republiek.
Sônia Guajajara haalde verschillende onderscheidingen, onder meer de Ordem do Mérito Cultural, de hoogste culturele onderscheiding in Brazilië. Zij raakte internationaal bekend door haar militante houding, en verwierf toegang tot internationale organen, zoals de VN-Mensenrechtenraad. Tussen 2009 en 2019 hield zij uiteenzettingen op VN- klimaatconferenties, en voor het Europees Parlement.